# Feyzabad
Fayzabad (o Faizabad, Feyzabad, o Fayḍābād) è il capoluogo di provincia e principale centro del Badakhshan, nel nord dell'Afghanistan. La città è popolata da circa 50.000 persone, ed è sita ad un'altitudine di circa 1.200 m. Situata sulla Kokcha, Feyzabad è il principale centro commerciale e amministrativo della regione del Pamir. A 3,7 km ad Ovest della città si trova l'aeroporto omonimo. La maggioranza degli abitanti è tagika o uzbeka, anche se vi sono minoranze pashtun e turcomanne. Nella città sono parlate sette lingue: il dari (antico persiano), il munji, il wakhi, l'ishkashimi, lo yezgalami, il sarikoli, lo shuguhni e il roshani.